# 朝鮮人日本兵

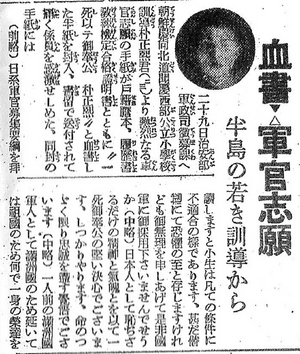
朴正熙訓導（後に日本陸軍士官学校を経て韓国大統領）が満洲国軍軍官学校の日系将校枠出願にあたり受験年齢制限特別免除を求める血書嘆願書を提出したことを報じる1939年3月31日付満洲新聞

朝鮮人日本兵（ちょうせんじんにほんへい）は、大日本帝国陸海軍（旧日本軍）に所属し軍務に服した、朝鮮人の軍人。俘虜監視員など軍人に近い任務を行った軍属も含むことがある。

## 経緯

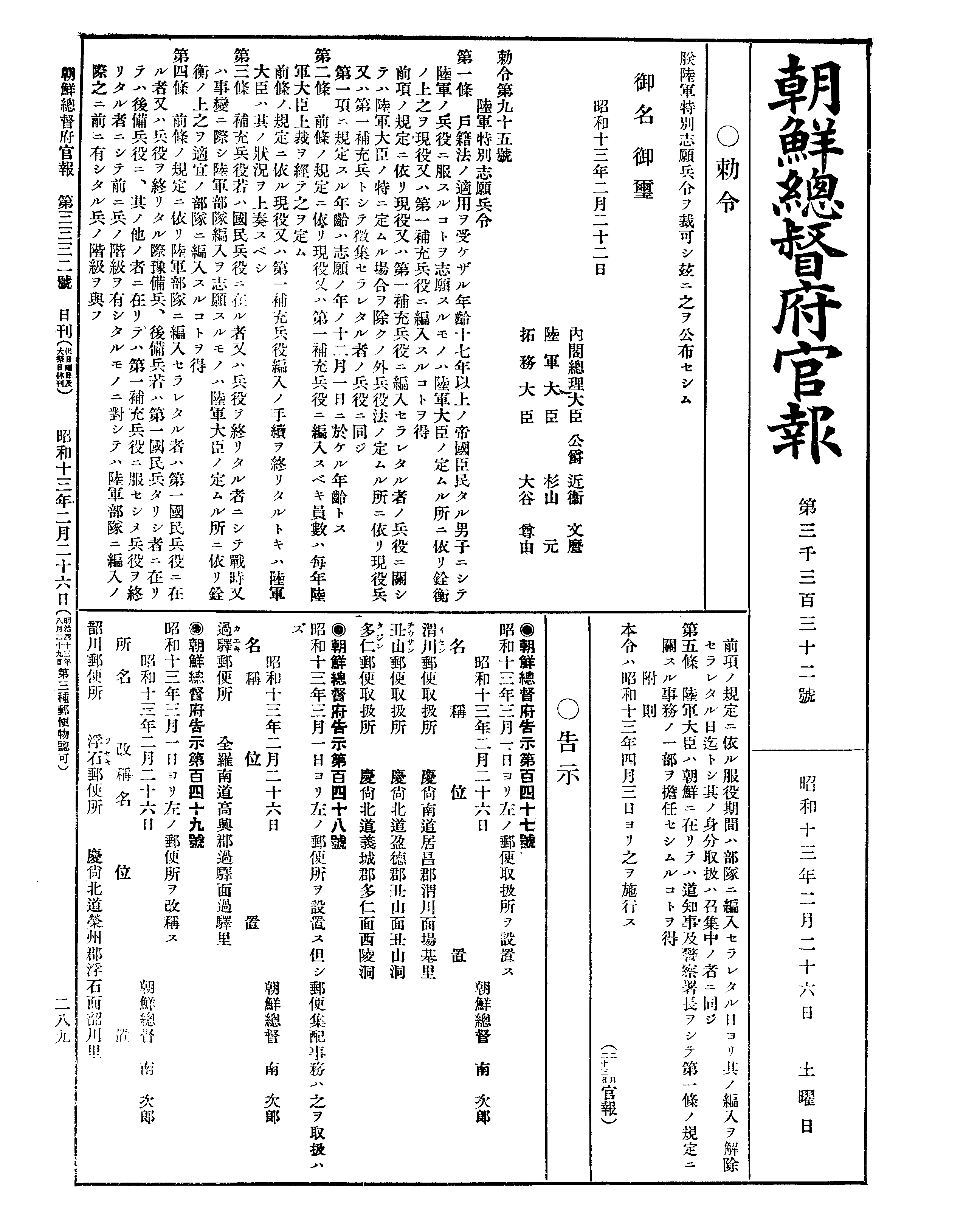
陸軍特別志願兵令（昭和13年勅令第95号）を掲載する1938年（昭和13年）2月26日の『朝鮮総督府官報』。

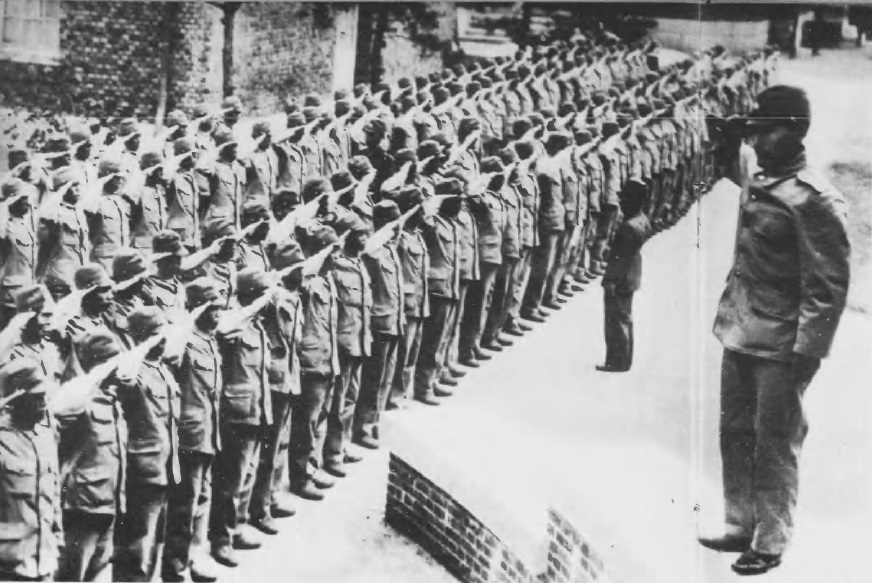
京城陸軍志願兵訓練所（1938年）

### 概要
最初に陸軍に朝鮮人が大量採用されたのは1910年に創設された憲兵補助員制度においてである｡憲兵補助員は陸軍一等卒､二等卒に準じる処遇を受ける軍属とされた｡1919年に憲兵警察制度が廃止されると憲兵補助員は朝鮮総督府警察の警察官に転官した｡1938年に陸軍特別志願兵制度、1943年に海軍特別志願兵制度が導入された。
特別志願兵制度の施行以前は、朝鮮人が一般の兵卒として陸海軍に入隊することはできず、朝鮮人の日本軍人は洪思翊に代表される、陸軍士官学校を卒業して士官に任官した者、李秉武のように旧大韓帝国軍から朝鮮軍人として日本陸軍に転籍した者に限られていた。また、海軍兵学校、海軍機関学校などの海軍の士官養成諸学校は、終始朝鮮人の入校を認めなかった。1944年からは徴兵も行われた。
とくに陸軍では反乱をおそれ半島在住・在日かかわらず分散配置がなされたが、海軍では兵務の性質上また戦争末期には人員不足もあって比較的まとまって配置されたとされる。また、徴兵制の発足以前に労働力として軍属の扱いなどで実質的に徴用同然の形で動員された朝鮮人や台湾人が兵的に利用されることも多かった。
日本統治下で軍務に関係する職に就き戦没者となった朝鮮半島出身者のうち、朝鮮人日本兵を含む約2万1000人が靖国神社に合祀されている。

### 略年表
- 1872年（明治6年） 徴兵制度はじまる
- 1910年 日韓併合（韓国併合ニ関スル条約（明治43年条約第4号））
- 1917年 7月20日軍事扶助法（軍事救護法施行ニ関スル件（大正6年勅令第205号））
- 1918年 朝鮮軍人及朝鮮軍人遺族扶助令（大正7年勅令第299号）

　朝鮮軍司令部条例（大正7年軍令陸第4号）
- 1921年 朝鮮軍軍法会議ニ関スル法律（大正10年法律第86号）
- 1938年

3月30日 陸軍特別志願兵令施行規則（陸軍省令第11号）
4月1日 国家総動員法（昭和13年法律第55号）→国家総動員法及戦時緊急措置法廃止法律（昭和20年法律第44号）抄録
4月2日 朝鮮総督府・陸軍兵志願者訓練所規定
朝鮮総督府・陸軍兵志願者訓錬所生徒採用規則→陸軍兵特別志願
5月4日公布（5月5日施行）国家総動員法ヲ朝鮮、台湾及樺太ニ施行スルノ件（昭和13年勅令第316号）
- 1941年 朝鮮総督府傷痍軍人療養所官制（昭和16年勅令第313号）
- 1942年5月 朝鮮人に対する徴兵制実施の閣議決定[2]
- 1943年 戦時行政特例法及許可認可等臨時措置法ヲ朝鮮、台湾及樺太ニ施行スルノ件（昭和18年勅令第242号）

7月 27日 海軍特別志願兵令（昭和18年勅令第608号）
- 1944年

10月28日 軍需会社法ヲ朝鮮及台湾ニ施行スルノ件（昭和19年勅令第605号）←軍需会社法（昭和18年10月31日法律第108号）
- 1945年 軍事特別措置法ヲ朝鮮及台湾ニ施行スルノ件（昭和20年勅令第256号）

軍事特別措置法ヲ朝鮮及台湾ニ施行スルノ件（昭和20年勅令第256号）
戦時緊急措置法ヲ朝鮮及台湾ニ施行スルノ件（昭和20年勅令第377号）
- 1946年 朝鮮人、中華民国人、本島人及本籍ヲ北緯三十度以南（口之島ヲ含ム）ノ鹿児島県又ハ沖縄県ニ有スル者登録令（昭和21年厚生、内務、司法省令第1号）
- 1951年（昭和26年）

9月8日 対日平和条約調印（於：サンフランシスコ）
- 1965年 日韓基本条約調印（同年12月18日発効）

財産及び請求権に関する問題の解決並びに経済協力に関する日本国と大韓民国との間の協定調印（同年12月18日発効）
同上協定第2条の実施に伴う大韓民国等の財産権に対する措置に関する法律（法律第144号）公布（同年12月18日発効）
- 1987年 台湾住民である戦没者の遺族等に対する弔慰金等に関する法律（法律第105号）公布・施行

## 処遇
旧日本陸軍は朝鮮出身兵の処遇について次のような通達を出している。
- 食習慣の欠点は品性の陶冶と相俟ち漸を以て慣熟せしむるを要す。飲食物に対しては特に関心深く分配の分量、副食物等に対し淡白ならず且野外演習等に際し野卑なる行動を暴露することあり[5]。
- 朝鮮の歴史、伝統、風俗、習慣、生活様式、一般民度、思想傾向等を正常に理解すると共に学校其の他入隊前における教育の実情を把握しこれを教育指導上に利用すること極めて緊要なり而して之等事項の要点を下級幹部迄徹底せしめ置く事必要なるも此等特質を直ちに内地人的尺度を以て是非し或は先入主及蔑視感となさしめざる如く注意せざるべからず[5]。
- 朝鮮出身兵を中隊及内務班等に配当するに方りては広く内地兵間に稀散せしめ郷土的集結配当は極力之を避くるを要す又戦友の選定には特に意を用いるを要す[5]。
- 公文上必要あるもの以外にして特に区別して称呼する場合には半島（の人）（出身者）の語を用ゆるを可とす。また日本人と朝鮮人とを対立せしむるか如き使用は絶対に避け内地人と朝鮮人（又は半島人）と対せしむるを要す。「鮮人」の語は先入主的に蔑視の意に聴く風あり但し朝鮮人と称呼する場合に於いても発言者の気持ちを十分理解せしめ置くの要あるべし[5]。
- 賞罰の行使は特に公平厳正なるを要するも褒賞の実施に方りては性格上の通有的弱点に基く心情の機微を洞察すると共に懲戒に方りては一般の軍紀、風紀的見地のみならず民族的潜在意識との相関を重視し且懲戒後の指導に関し注意する事肝要なり[5]。

## 朝鮮人志願兵

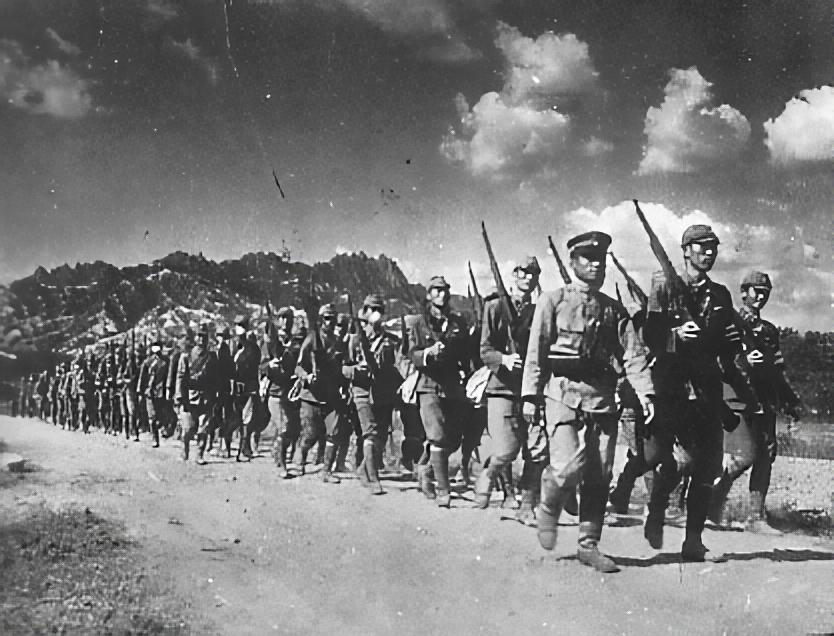
朝鮮人陸軍特別志願兵の行進(1943年1月)

### 選抜条件
- 思想堅固〔ママ〕ニシテ体躯強健、精神ニ異常ナキ者[6][7]
- 前科者殊に民族主義者、共産主義運動等に関係せし者は之を採用せず、家族にして主義運動等に関与しある家庭の者は之を採用せず[8]

### 志願者数
| 年度   | 志願者    | 入所者数 | 選抜率 | 志願倍率 |
| ------ | --------- | -------- | ------ | -------- |
| 1938年 | 2,946人   | 406人    | 16.2%  | 7.3倍    |
| 1939年 | 12,348人  | 613人    | 4.9%   | 20.2倍   |
| 1940年 | 84,443人  | 3,060人  | 3.6%   | 27.6倍   |
| 1941年 | 144,743人 | 3,208人  | 2.2%   | 45.1倍   |
| 1942年 | 254,273人 | 4,077人  | 1.6%   | 62.4倍   |
| 1943年 | 303,394人 | 6,000人  | 1.9%   | 50.6倍   |

### 学徒志願兵
1943年、「昭和18年度陸軍特別志願兵臨時採用規則」が交付され、朝鮮半島出身で在学徴集延期制度が適用されていた文科系大学、専門学校生にも学徒兵として志願する道が開かれた。1943年11月20日に願書が締め切られたが、京城帝国大学、同大学予科、八官公私立専門学校生など適格者約1000人のうち9割が志願することとなった。

## 志願の背景
1935年、衆議院議員の朴春琴が陸軍大臣林銑十郎に対して、朝鮮人徴兵制度を請願したことに始まる。
1938年の志願兵制発表の時点で例えば在日朝鮮労働運動家の多くが獄中にあり組織的抵抗が出来ず、反対運動が表出しなかったともいう。1940年頃には日本に非協力的であった朝鮮人の大半が協調に転向していたとする日本側秘密文書もあるとされる。後に第5-9代韓国大統領となる朴正煕の日本軍志願理由について、子供のころから軍人にあこがれていたことと朝鮮人による日本軍入隊のための血書提出が当時学生の間で流行していたためとの意見を主張する者もいる。1939年には45名、1940年には168名が血書を提出している。朴正煕の血書を提出は満洲新聞1939年3月31日付に掲載されている。
また、内務省警保局保安課発行の『特高月報』には、次のような当時の人々の認識や背景が見受けられる。
- 「朝鮮独立の為奮つて陸軍特別志願兵となり、武力を体得して将来の革命蜂起の際に献身すべきなり」[14]
- 「朝鮮人を志願兵にする事は非常に良いことだ。即ち我々は将来志願兵を逆用すれば良い。志願兵は内地人より優秀と聞く。之の優秀なる部隊に呼掛くれば彼等は必ず祖国の為に銃を執つであらう。此の意味に於いて志願兵は忌避すべきではない」[15]
- 「応募者は真に志望するものにあらずして警察より半強制的に勧誘せらるる為止むなく応募するものなり」「応募者は淳朴なる農村青年のみにして有識者は殆ど之に応ぜず、寧ろこれを忌避し居る現状なり」「好条件に釣られ、功利的に走り、除隊後自己の立場を有利に導かんとする輩あり」[16]

1944年の朝鮮での入営者は5.2万人であった。しかし、志願や徴兵への抵抗も大きかったとみられ、例えば在日朝鮮人をみると、協和会（のちに興生会に改称）の対象者調査や運動・圧力にもかかわらず、行方をくらますなどの徴兵忌避者や日本語ができない不適格者、すでに工場などに軍属として動員され徴兵を免れたとみられる者も多く、適齢者2.4万人に対し徴兵者は2.3千人程度で１割にもみたない。日本側からはしばしば朝鮮人が徴兵を歓迎したとの主張もみられるが、内務省の資料を見ると、それが義務教育実施、国政参政権要求、渡航制限撤廃、本籍移転自由化（当時の状況では法的に日本人と朝鮮人を区別する手段が完全になくなる）といった要求とセットで、権利平等化を目指すための手段としての可能性が指摘されている。

## 陸軍士官学校・陸軍幼年学校

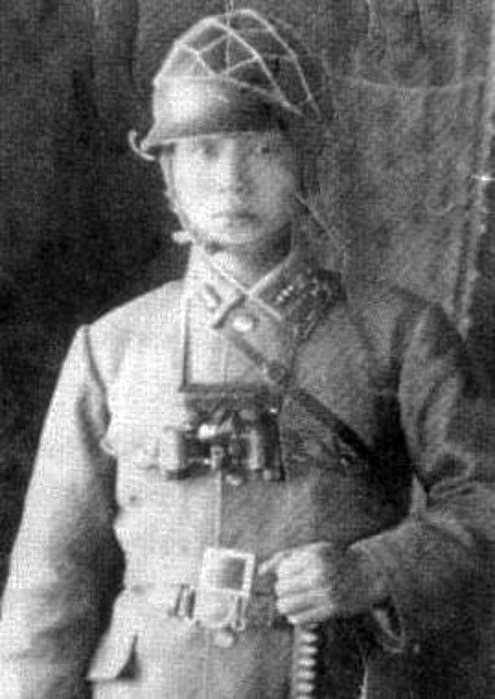
第2次世界大戦時の朴正煕（後韓国大統領）

日本軍の将校を養成する陸軍士官学校や陸軍幼年学校では、朝鮮人へも門戸を開放していた。また、
満洲国軍の朝鮮人軍人も陸軍士官学校に派遣留学することがあり、朴正煕韓国大統領は満洲国軍の士官任官後、同校で教育を受け卒業している。

### 第11期生
- 金奎福 – 参尉
- 盧伯麟
- 金教先 – 朝鮮騎兵隊長
- 李基鈺 – 歩兵大尉
- 金成殷
- 尹致晠
- 林在徳
- 魚潭
- 趙宅顕
- 金亨燮
- 方泳柱
- 金義善
- 金鴻南
- 権浩善
- 金寛鉉
- 張洪翼
- 姜容九
- 金鴻鎮
- 金鳳錫
- 張寅根
- 権承禄

### 第15期生
- 金應善
- 金基元
- 南基昌
- 柳東説
- 朴栄喆
- 李甲
- 朴斗栄
- 全永憲

### 第23期生
- 金顕忠

### 第26期生
- 洪思翊
- 李應俊
- 劉升烈
- 安秉範
- 申泰英
- 李大永
- 朴勝薫
- 金埈元
- 廉昌燮
- 権寧漢
- 趙喆鎬（朝鮮語版）
- 閔徳鎬
- 池青天
- 南相弼 - 中央幼年学校中退
- 李殷雨 - 中央幼年学校中退

### 第27期生
- 金錫源
- 白洪錫
- 金仁旭
- 鄭勲
- 南宇鉉
- 尹相弼
- 張錫倫
- 金重圭
- 李降宇
- 李喜謙
- 徐延弼
- 張璣衡
- 張裕根
- 李鐘赫
- 金鐘植
- 李東勛
- 張星煥
- 柳寛熙
- 元容国
- 朴昌夏
- 閔丙殷 - 中退
- 李教奭 - 中退
- 姜友永 - 中退
- 柳春馨 - 中退
- 甲佑鉉 - 中退

### 第29期生
- 李垠
- 趙大鎬（朝鮮語版）

### 第30期生
- 厳柱明

### 第42期生
- 李鍵

### 第45期生
- 李鍝
- 李炯錫

### 第49期生
- 李鍾賛
- 蔡秉徳

### 第50期生
- 李龍文
- 池麟泰 - ノモンハン事件で戦死

### 第52期生
- 崔鳴夏
- 朴範集

### 第53期生
- 申應均
- 朴在興

### 第54期生
- 金貞烈
- 姜錫祜 - アドミラルティ島で戦死
- 盧泰順 - ビルマで戦死

### 第55期生
- 劉載興
- 金昌圭
- 田源上 - ビルマ・チッタゴン上空で戦死

### 第55期相当生
- 丁一権
- 金錫範

### 第56期生
- 李亨根
- 崔昌植
- 崔貞根
- 金鍾碩

### 第56期相当生
- 李周一
- 朴林恒
- 崔昌彦
- 金敏奎
- 崔昌侖
- 趙永遠

### 第57期生
- 金泳秀 - フィリピンで戦死
- 金鎬梁
- 鄭祥秀 - 沖縄で戦死

### 第57期相当生
- 朴正煕
- 李翰林
- 李燮俊
- 金在豊

### 第58期生
- 丁來赫
- 朴元錫
- 申尚澈
- 安光銖
- 韓鏞顕 - 空軍大領
- 崔福洙 - 朝鮮戦争で戦死

### 第58期相当生
- 崔周鍾
- 姜泰敏

### 第59期生
- 張昌国
- 洪承華
- 金光秀雄 - 本名不明

### 第59期相当生
- 姜文奉
- 黄澤林
- 李容述
- 金泰鍾

### 第60期生
- 張志良
- 李連洙
- 趙炳乾
- 金泰星
- 李成九
- 李在鎰

### 第60期相当生
- 金潤根
- 金世鉉
- 鄭正淳
- 金鶴林
- 金基濬
- 金錫権
- 李遇春

### 第61期生
- 鄭萬永
- 趙炳夏
- 金銀銖
- 金次経
- 崔鎔基
- 金仲煥
- 趙哲衡
- 呉一均

## 軍人軍属の内訳
日本の厚生労働省（1990年、1993年返還名簿・当時厚生省）の統計によれば、朝鮮人の軍人軍属は24万2,341人であり、そのうち2万2,182人が第二次世界大戦で死亡または不明となり帰国していない。
| 民族       | 分類 | 動員        | 復員        | 不明又は 戦没 | 不明又は 戦没率 |
| ---------- | ---- | ----------- | ----------- | ------------- | --------------- |
| 朝鮮人     | 全体 | 242,341人   | 220,159人   | 22,182人      | 9.2%            |
| 朝鮮人     | 軍人 | 116,294人   | 110,116人   | 6,178人       | 5.3%            |
| 朝鮮人     | 軍属 | 126,047人   | 110,043人   | 16,004人      | 12.7%           |
| 台湾人     | 全体 | 207,183人   | 176,877人   | 30,306人      | 14.6%           |
| 台湾人     | 軍人 | 80,433人    | 78,287人    | 2,146人       | 2.7%            |
| 台湾人     | 軍属 | 126,750人   | 98,590人    | 28,160人      | 22.2%           |
| 日本内地人 | 全体 | 7,814,000人 | 5,514,000人 | 2,300,000人   | 29.4%           |

BC級戦犯の裁判の結果
| 民族       | 有罪   | 死刑  |
| ---------- | ------ | ----- |
| 朝鮮人     | 129人  | 14人  |
| 台湾人     | 173人  | 26人  |
| 日本内地人 | 5369人 | 922人 |

## 補償と諸問題

### 弔慰金等の給付内容
| 対象         | 名目                                                                  | 金額    | 給付者 |
| ------------ | --------------------------------------------------------------------- | ------- | ------ |
| 戦没者遺族   | 弔慰金（一時金）                                                      | 260万円 | 遺族   |
| 重度戦傷病者 | 弔慰金（一時金）                                                      | 260万円 | 遺族   |
| 重度戦傷病者 | 見舞金（一時金）                                                      | 260万円 | 本人   |
| 重度戦傷病者 | 重度戦傷病者老後生活設計支援特別給付金 （一時金。見舞金と同時に支給） | 260万円 | 本人   |

重度戦傷病者とは
1. 一眼の視力が、視標0.1を2メートル以上では弁別できないもの
2. 一耳の聴力を全く失い、他耳が通常の話声を1.5メートル以上では解し得ないもの
3. 一側の腎臓を失ったもの
4. 一側のおや指を全く失ったもの
5. 一側のひとさし指から小指までを全く失ったもの
6. 一側の足関節が、直角位で強剛したもの
7. 一側のすべての足ゆびを全く失ったもの

サンフランシスコ平和条約の発効に伴い、日本国籍を離脱した朝鮮人日本兵(軍属を含む)に対しては、1965年 「日韓基本条約」及び「財産及び請求権に関する問題の解決並びに経済協力に関する日本国と大韓民国との間の協定」「同上協定第2条の実施に伴う大韓民国等の財産権に対する措置に関する法律」に従い、本来大韓民国がその補償の義務を負うが、様々な歴史的経緯と政治的事情を鑑み、平和条約国籍離脱者等である戦没者遺族等に対する弔慰金等の支給に関する法律（法律第百十四号（平一二・六・七））により以下の内容で弔慰金、見舞金を支給した。なお、在日韓国人旧日本軍軍人軍属等に対する補償の問題については、1965年（昭和40年）の日韓請求権・経済協力協定により、法的には日韓両国間で完全かつ最終的に解決済みとされ全ての訴訟（次節参照）は原告敗訴となっている。

## 裁判
1991年11月12日 韓国・朝鮮人元BC級戦犯者7人は日本政府・日本軍が負うべき戦争責任を肩代わりさせられたとして日本政府を相手取り提訴した。
- 1996年9月9日 東京地裁で第一審判決 請求を全面棄却
- 1998年7月13日 控訴審判決――原告側請求棄却
- 1998年10月19日 最高裁判所に上告
- 1999年12月20日 最高裁判決言渡――上告棄却・判決確定

## 著名な朝鮮人日本兵

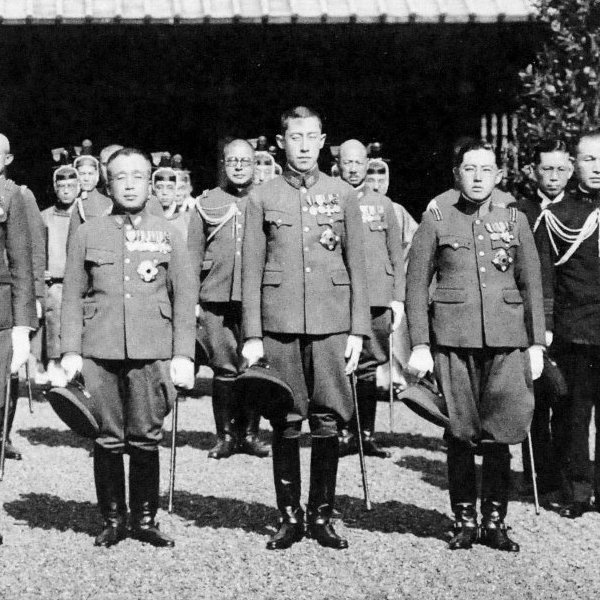
靖国神社の臨時大祭に参列する、いずれも王公族の朝鮮人将校（李垠少将、李鍵大尉、李鍝大尉）

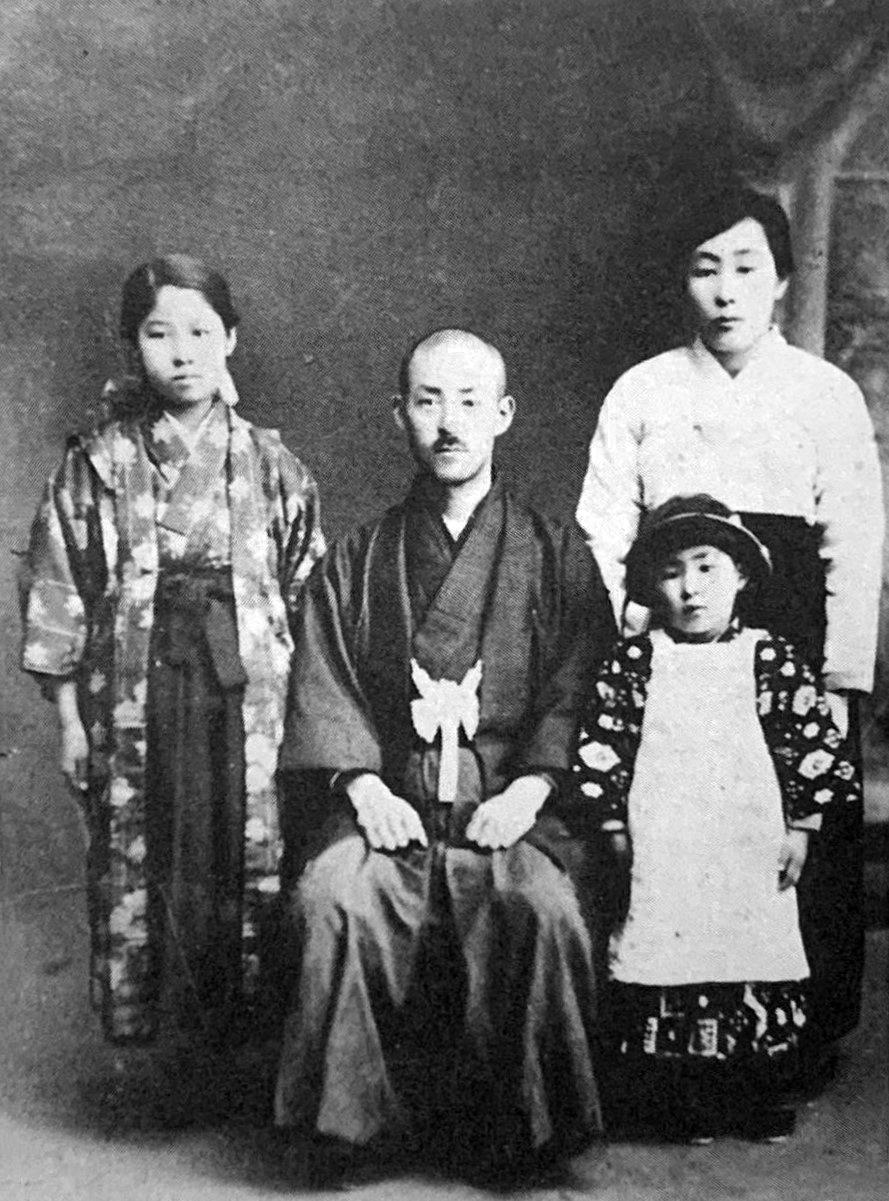
和装姿の洪思翊中将とその家族

旧日本軍出身の韓国人は、日本統治終了後、韓国軍の主力として朝鮮戦争などでも指導的役割を果し､第18代（1969年）までの韓国陸軍参謀総長は全て旧軍出身者で占められていた。21世紀になると、日本軍の将官、高級将校を務めたものは貴族院議員、衆議院議員、道知事、裁判官、朝鮮総督府高官などを務めた朝鮮人と同様に親日反民族行為者と認定されている。他方、北朝鮮においては、旧軍の将校以上の地位にあった者は対敵協力者としてほとんどが粛清され、ソビエト連邦の士官養成教育を受けた者たちが朝鮮人民軍将校団の主軸となった。

### 士官

#### 将官
- 洪思翊 - 陸軍中将（戦犯処刑）
- 趙東潤 - 陸軍中将
- 李秉武 - 陸軍中将（丁未七賊）
- 趙性根 - 陸軍中将
- 魚潭（西川潭一） - 陸軍中将
- 李垠 - 陸軍中将（李王）
- 李煕斗 - 陸軍少将
- 金應善（宇都宮金吾） - 陸軍少将
- 王瑜植 - 陸軍少将

#### 佐官
- 李應俊（香山武俊） - 陸軍大佐（韓国陸軍中将、初代陸軍参謀総長）
- 金錫源（金山錫源） - 陸軍大佐（金鵄勲章、韓国軍少将）
- 安秉範（亀村貞信） - 陸軍大佐（韓国陸軍准将、朝鮮戦争で自決）
- 李鍝 - 陸軍大佐（広島市への原子爆弾投下により被爆死）
- 李鍵（桃山虔一） - 陸軍中佐（李王家、日本に帰化）
- 白洪錫（徳川栄一） - 陸軍中佐
- 衛喨 - 満洲国軍中佐[25]
- 白洪錫（徳川英一） - 陸軍少佐（韓国陸軍准将、大韓民国在郷軍人会初代会長）
- 蔡秉徳（大島秉徳） - 陸軍少佐（韓国陸軍中将、第2・4代陸軍参謀総長、朝鮮戦争で戦死）
- 李鍾贊 - 陸軍少佐（韓国陸軍中将、第6代陸軍参謀総長）
- 李亨根（松山武雄） - 陸軍少佐（韓国陸軍大将、第9代陸軍参謀総長）
- 李龍雲（山本龍雲） - 海軍少佐（韓国海軍中将、第4代海軍参謀総長）

#### 尉官
- 金貞烈（香川貞雄） - 陸軍大尉（韓国陸軍大将、第19代首相）
- 丁一権（中島一権） - 満洲国軍憲兵大尉（韓国陸軍大将、第5代陸軍参謀総長、第9代首相）
- 崔貞根（高山昇） - 陸軍中尉（所属していた第66戦隊から「特攻戦死」を認定され、陸軍第六空軍から感状も出された）[26]
- 金擎天 - 陸軍中尉（抗日パルチザン、ソビエト連邦の大粛清により粛清）
- 池青天 - 陸軍中尉（抗日パルチザン、韓国無任所大臣)
- 朴正煕（高木正雄） - 満洲国軍中尉（韓国陸軍少将、韓国大統領）
- 白善燁（白川義則） - 満洲国軍中尉（韓国陸軍大将、韓国軍連合参謀会議議長）
- 崔栄喜 - 陸軍少尉（韓国陸軍中将、第12代陸軍参謀総長）
- 崔慶禄 - 陸軍少尉（韓国陸軍中将、第13代陸軍参謀総長、交通相、国会議員、駐日大韓民国大使）
- 張都暎 - 陸軍少尉（韓国陸軍中将、第14代陸参軍謀総長、国家再建最高会議議長）
- 安光鎬 [ko] - 陸軍少尉（韓国陸軍准将、大使、大韓貿易振興公社社長）
- 卓庚鉉（光山文博） - 陸軍少尉（特攻により戦死。没後、大尉）[27]

### 下士官・兵
- 文亨泰 - 陸軍曹長（韓国陸軍大将）
- 表武源 - 陸軍軍曹（韓国陸軍少佐、朝鮮人民軍中将）
- 李厚洛 - 陸軍伍長（韓国陸軍准将、駐日大韓民国大使、KCIA部長、国会議員）
- 金永吉 - 陸軍軍楽隊楽手（歌手）
- ヤン・キョンジョン（実在については諸説あり）
- 麗羅（小説家）
- 金寿煥（のち枢機卿、学徒兵だが朝鮮人差別に抗議したことで候補生資格剥奪[28]）
- 李根晳 - 陸軍准尉（韓国空軍准将）
- 李仁錫 - 陸軍上等兵、志願兵初の戦死者[29]